# Svjetsko prvenstvo u nogometu – Rusija 2018.
Svjetsko prvenstvo u nogometu 2018. godine bilo je 21. izdanje svjetskog nogometnog prvenstva koje se održavalo od 14. lipnja do 15. srpnja 2018. godine u Rusiji, nakon što joj je FIFA 2. prosinca 2010. godine dodijelila pravo domaćinstva. Ovo je prvo svjetsko nogometno prvenstvo u nekoj od bivših sovjetskih republika, i prvo svjetsko nogometno prvenstvo u Europi nakon 2006. godine koje je održano u Njemačkoj. Ovo svjetsko nogometno prvenstvo ostat će upamćeno i po tome što je prvi put rabljena VAR video tehnologija.
Ukupno 32 reprezentacije sudjelovale su na završnom turniru, od kojih je 31 pravo nastupa izborila kroz kvalifikacije te domaćin, Rusija. Od svih kvalificiranih ekipa, njih dvadeset je ostvarilo uzastopni nastup nakon prvenstva 2014. godine, dok su svoj debi na turniru imali Island i Panama. Pobjednik prvenstva, koji je odlučen 15. srpnja 2018. godine, ostvaruje pravo na nastup na Konfederacijskom kupu 2021. koji se trebao održati u Kataru, no natjecanje je u međuvremenu napušteno. Ukupno je odigrano 64 utakmica na 12 stadiona u 11 gradova. Finale je odigrano 15. srpnja 2018. godine na moskovskom stadionu Lužnjiki. Prvak je, po drugi puta u povijesti, postala Francuska, koja je u finalu pobijedila Hrvatsku. Za Hrvatsku je to bio debitantski nastup u finalu Svjetskog prvenstva, dok je Francuska treći put igrala posljednju utakmicu turnira; šest golova postignutih u finalu najveći je broj golova u toj fazi još od 1966. godine (s tim da je taj rezultat ostvaren nakon produžetaka), odnosno od 1958. godine i pobjede Brazila nad Švedskom 5:2 u regularnom vremenu. Treće mjesto je, po prvi puta u svojoj povijesti, osvojila Belgija, koja je pobijedila Englesku 2:0.
Hrvatska je pobjedom nad Nigerijom (2:0), Argentinom (3:0) i Islandom (2:1) ostvarila vlastiti rekord – sve tri pobjede u grupnoj fazi svjetskih prvenstava. Nakon 20 godina Hrvatska je pobijedila u nokaut fazi velikih natjecanja, Dansku i Rusiju, te se plasirala u polufinale gdje je pobjedom nad Engleskom (2:1) postala najmanja europska zemlja koja je ušla u finale svjetskog prvenstva. U finalnom ogledu s Francuskom (4:2), Hrvatska je osvojila drugo mjesto – najbolji plasman u povijesti hrvatskog nogometa.
Sljedeće svjetsko nogometno prvenstvo održano je 2022. godine u Kataru, gdje je Argentina, boljim izvođenjem jedanaesteraca, pobijedila Francusku s 4:3 (3:3). Treće mjesto, po drugi puta u svojoj povijesti, osvojila je Hrvatska pobjedom nad Marokom (2:1). Tako su se Hrvatska i Francuska po treći puta zajedno našle u samoj završnici prvenstva.

## Izbor za domaćina
Proces odabira domaćina svjetskih prvenstava u nogometu 2018. i 2022. godine započeo je u siječnju 2009. godine, te su nacionalni nogometni savezi imali rok do 2. veljače 2009. godine za izjašnjavanje svojega zanimanja za domaćinstvo. U početku je devet zemalja ušlo u proces kandidature za prvenstvo 2018., međutim Meksiko je kasnije odustao, dok je FIFA odbila indonezijsku kandidaturu u veljači 2010. godine jer nije dobila pismo podrške od indonezijske Vlade. Tijekom procesa, tri preostale države izvan UEFA-e (Australija, Japan i SAD) odustale su od kandidature za prvenstvo 2018. godine, dok su UEFA-ine članice odustale od prvenstva 2022. godine Slijedom toga, ostale su četiri službene kandidature za Svjetsko prvenstvo 2018. godine: engleska, ruska, belgijsko-nizozemska i španjolsko-portugalska.
22 člana FIFA-inog Izvršnog odbora sastali su se 2. prosinca 2010. godine u Zürichu da bi odlučili konačne domaćine dvaju prvenstava. Rusija je dobila domaćinstvo prvenstva 2018. godine u drugom krugu glasovanja. Zajednička kandidatura Španjolske i Portugala bila je na drugom mjestu, dok su Belgija i Nizozemska završili na trećem mjestu. Engleska kandidatura nije uspjela proći prvi krug.
Rezultati glasovanja bili su sljedeći:
| Kandidati             | Glasovi | Glasovi | Napomene                                                     |
| Kandidati             | 1. krug | 2. krug | Napomene                                                     |
| --------------------- | ------- | ------- | ------------------------------------------------------------ |
| Rusija                | 9       | 13      |                                                              |
| Portugal / Španjolska | 7       | 7       | Španjolska je bila domaćin SP-a 1982., a Portugal EP-a 2004. |
| Belgija / Nizozemska  | 4       | 2       | Zajedno su bili domaćini EP-a 2000.                          |
| Engleska              | 2       | –       | Domaćin SP-a 1966. i EP-a 1996.                              |

- Napomena: Trebalo je imati apsolutnu većinu, što odgovara broju od 12 glasova. Dok taj uvjet nije postignut, po jedan kandidat s najmanje glasova ispada po krugu.

## Ždrijeb
Ždrijeb za skupine SP-a 2018. godine održan je 1. prosinca 2017. godine u Moskvi, a kvalificirane momčadi su ždrijebane na temelju rasporeda po sljedećim jakosnim skupinama:
Napomena: U zagradama se nalazi FIFA poredak reprezentacija dana 16. listopada 2017. godine
| Skupina 1     | Skupina 2      | Skupina 3      | Skupina 4              |
| ------------- | -------------- | -------------- | ---------------------- |
| Rusija (65)   | Španjolska (8) | Danska (19)    | Srbija (38)            |
| Njemačka (1)  | Peru (10)      | Island (21)    | Nigerija (41)          |
| Brazil (2)    | Švicarska (11) | Kostarika (22) | Australija (43)        |
| Portugal (3)  | Engleska (12)  | Švedska (25)   | Japan (44)             |
| Argentina (4) | Kolumbija (13) | Tunis (28)     | Maroko (48)            |
| Belgija (5)   | Meksiko (16)   | Egipat (30)    | Panama (49)            |
| Poljska (6)   | Urugvaj (17)   | Senegal (32)   | Južna Koreja (62)      |
| Francuska (7) | Hrvatska (18)  | Iran (34)      | Saudijska Arabija (63) |

## Stadioni
FIFA je objavila popis 13 gradova i 16 stadiona u kojima će se održati prvenstvo. To su bili Kalinjingrad, Kazan, Krasnodar, Moskva, Nižnji Novgorod, Rostov na Donu, Sankt Peterburg, Samara, Saransk, Soči, Volgograd, Jaroslavlj i Ekaterinburg. Međutim, u listopadu 2011. godine, Rusija je objavila kako će smanjiti broj stadiona na četrnaest. Gradnju predviđenog stadiona za Moskovsku oblast je otkazala regionalna vlada, a stadion Spartak se natjecao sa stadionom Dinamo za preostalo mjesto domaćina.
Konačni izbor stadiona i gradova najavljen je 29. rujna 2012. godine. Broj gradova domaćina smanjen je na 11, a broj stadiona na 12, s tim što su Krasnodar i Jaroslavlj otpali s konačnog popisa.
| Moskva            | Moskva | Sankt Peterburg | Soči                    |
| ----------------- | --- | --- | ----------------------- |
| Stadion Lužnjiki  | Otkrytie Arena | Sankt-Peterburg Arena | Olimpijski stadion Fišt |
| Kapacitet: 78.011 | Kapacitet: 44.190 | Kapacitet: 64.468 | Kapacitet: 44.287       |
|                   | | |                         |
| Kazanj            | MoskvaSankt PeterburgKalinjingradNižnji NovgorodKazanSamaraVolgogradSaranskSočiRostov na DonuEkaterinburgSvjetsko prvenstvo u nogometu – Rusija 2018. na zemljovidu europske Rusije | MoskvaSankt PeterburgKalinjingradNižnji NovgorodKazanSamaraVolgogradSaranskSočiRostov na DonuEkaterinburgSvjetsko prvenstvo u nogometu – Rusija 2018. na zemljovidu europske Rusije | Volgograd               |
| Arena Kazanj      | MoskvaSankt PeterburgKalinjingradNižnji NovgorodKazanSamaraVolgogradSaranskSočiRostov na DonuEkaterinburgSvjetsko prvenstvo u nogometu – Rusija 2018. na zemljovidu europske Rusije | MoskvaSankt PeterburgKalinjingradNižnji NovgorodKazanSamaraVolgogradSaranskSočiRostov na DonuEkaterinburgSvjetsko prvenstvo u nogometu – Rusija 2018. na zemljovidu europske Rusije | Volgograd Arena         |
| Kapacitet: 42.873 | MoskvaSankt PeterburgKalinjingradNižnji NovgorodKazanSamaraVolgogradSaranskSočiRostov na DonuEkaterinburgSvjetsko prvenstvo u nogometu – Rusija 2018. na zemljovidu europske Rusije | MoskvaSankt PeterburgKalinjingradNižnji NovgorodKazanSamaraVolgogradSaranskSočiRostov na DonuEkaterinburgSvjetsko prvenstvo u nogometu – Rusija 2018. na zemljovidu europske Rusije | Kapacitet: 43.713       |
|                   | MoskvaSankt PeterburgKalinjingradNižnji NovgorodKazanSamaraVolgogradSaranskSočiRostov na DonuEkaterinburgSvjetsko prvenstvo u nogometu – Rusija 2018. na zemljovidu europske Rusije | MoskvaSankt PeterburgKalinjingradNižnji NovgorodKazanSamaraVolgogradSaranskSočiRostov na DonuEkaterinburgSvjetsko prvenstvo u nogometu – Rusija 2018. na zemljovidu europske Rusije |                         |
| Samara            | MoskvaSankt PeterburgKalinjingradNižnji NovgorodKazanSamaraVolgogradSaranskSočiRostov na DonuEkaterinburgSvjetsko prvenstvo u nogometu – Rusija 2018. na zemljovidu europske Rusije | MoskvaSankt PeterburgKalinjingradNižnji NovgorodKazanSamaraVolgogradSaranskSočiRostov na DonuEkaterinburgSvjetsko prvenstvo u nogometu – Rusija 2018. na zemljovidu europske Rusije | Nižnji Novgorod         |
| Kosmos Arena      | MoskvaSankt PeterburgKalinjingradNižnji NovgorodKazanSamaraVolgogradSaranskSočiRostov na DonuEkaterinburgSvjetsko prvenstvo u nogometu – Rusija 2018. na zemljovidu europske Rusije | MoskvaSankt PeterburgKalinjingradNižnji NovgorodKazanSamaraVolgogradSaranskSočiRostov na DonuEkaterinburgSvjetsko prvenstvo u nogometu – Rusija 2018. na zemljovidu europske Rusije | Stadion Nižnji Novgorod |
| Kapacitet: 41.970 | MoskvaSankt PeterburgKalinjingradNižnji NovgorodKazanSamaraVolgogradSaranskSočiRostov na DonuEkaterinburgSvjetsko prvenstvo u nogometu – Rusija 2018. na zemljovidu europske Rusije | MoskvaSankt PeterburgKalinjingradNižnji NovgorodKazanSamaraVolgogradSaranskSočiRostov na DonuEkaterinburgSvjetsko prvenstvo u nogometu – Rusija 2018. na zemljovidu europske Rusije | Kapacitet: 43.319       |
|                   | MoskvaSankt PeterburgKalinjingradNižnji NovgorodKazanSamaraVolgogradSaranskSočiRostov na DonuEkaterinburgSvjetsko prvenstvo u nogometu – Rusija 2018. na zemljovidu europske Rusije | MoskvaSankt PeterburgKalinjingradNižnji NovgorodKazanSamaraVolgogradSaranskSočiRostov na DonuEkaterinburgSvjetsko prvenstvo u nogometu – Rusija 2018. na zemljovidu europske Rusije |                         |
| Saransk           | Rostov na Donu | Kalinjingrad | Ekaterinburg            |
| Mordovija Arena   | Rostov Arena | Stadion Kalinjingrad | Centralni stadion       |
| Kapacitet: 41.685 | Kapacitet: 43.472 | Kapacitet: 33.973 | Kapacitet: 33.061       |
|                   | | |                         |

## Natjecanje po skupinama
Objašnjenje kratica kod tablica u skupinama:
- Momčad = naziv reprezentacije
- Uta. = broj odigranih utakmica u skupini
- Pob. = broj pobjeda
- Izj. = broj remija
- Por. = broj poraza
- Po. = broj postignutih pogodaka
- Pr. = broj primljenih pogodaka
- Gr. = gol-razlika
- Bod. = broj bodova

Objašnjenje boja u tablici skupina:
██ Momčad ispala iz daljnjeg natjecanja.
██ Momčad se plasirala za daljnji tijek natjecanja.

### Skupina A
| Momčad            | Uta. | Pob. | Izj. | Por. | Po. | Pr. | Gr. | Bod. |
| ----------------- | ---- | ---- | ---- | ---- | --- | --- | --- | ---- |
| Urugvaj           | 3    | 3    | 0    | 0    | 5   | 0   | +5  | 9    |
| Rusija            | 3    | 2    | 0    | 1    | 8   | 4   | +4  | 6    |
| Saudijska Arabija | 3    | 1    | 0    | 2    | 2   | 7   | -5  | 3    |
| Egipat            | 3    | 0    | 0    | 3    | 2   | 6   | -4  | 0    |

| 14. lipnja 2018. 17:00 SEV                               |     |                   |                                                                       |
| Rusija                                                   | 5:0 | Saudijska Arabija | Stadion Lužnjiki, Moskva Broj gledatelja: 78.011 Sudac: Néstor Pitana |
| Gazinski 12' Čerišev 42', 90+1' Dzjuba 71' Golovin 90+4' |     |                   | Stadion Lužnjiki, Moskva Broj gledatelja: 78.011 Sudac: Néstor Pitana |

| 15. lipnja 2018. 14:00 SEV |     |             |                                                                               |
| Egipat                     | 0:1 | Urugvaj     | Centralni stadion, Jekaterinburg Broj gledatelja: 27.015 Sudac: Björn Kuipers |
|                            |     | Giménez 89' | Centralni stadion, Jekaterinburg Broj gledatelja: 27.015 Sudac: Björn Kuipers |

| 19. lipnja 2018. 20:00 SEV            |     |                  |                                                                                       |
| Rusija                                | 3:1 | Egipat           | Sankt-Peterburg Arena, Sankt-Peterburg Broj gledatelja: 64.468 Sudac: Enrique Cáceres |
| Fathy 47' (ag) Čerišev 59' Dzjuba 62' |     | Salah 73' (11 m) | Sankt-Peterburg Arena, Sankt-Peterburg Broj gledatelja: 64.468 Sudac: Enrique Cáceres |

| 20. lipnja 2018. 17:00 SEV |     |                   |                                                                            |
| Urugvaj                    | 1:0 | Saudijska Arabija | Rostov Arena, Rostov na Donu Broj gledatelja: 42.678 Sudac: Clément Turpin |
| Suarez 23'                 |     |                   | Rostov Arena, Rostov na Donu Broj gledatelja: 42.678 Sudac: Clément Turpin |

| 25. lipnja 2018. 16:00 SEV             |     |        |                                                                     |
| Urugvaj                                | 3:0 | Rusija | Kosmos Arena, Samara Broj gledatelja: 41.970 Sudac: Malang Diedhiou |
| Suárez 10' Čerišev 23' (ag) Cavani 90' |     |        | Kosmos Arena, Samara Broj gledatelja: 41.970 Sudac: Malang Diedhiou |

| 25. lipnja 2018. 16:00 SEV             |     |           |                                                                         |
| Saudijska Arabija                      | 2:1 | Egipat    | Volgograd Arena, Volgograd Broj gledatelja: 36.823 Sudac: Wilmar Roldán |
| Al-Faraj 45+6' (11 m) Al-Dawsari 90+5' |     | Salah 22' | Volgograd Arena, Volgograd Broj gledatelja: 36.823 Sudac: Wilmar Roldán |

### Skupina B
| Momčad     | Uta. | Pob. | Izj. | Por. | Po. | Pr. | Gr. | Bod. |
| ---------- | ---- | ---- | ---- | ---- | --- | --- | --- | ---- |
| Španjolska | 3    | 1    | 2    | 0    | 6   | 5   | +1  | 5    |
| Portugal   | 3    | 1    | 2    | 0    | 5   | 4   | +1  | 5    |
| Iran       | 3    | 1    | 1    | 1    | 2   | 2   | 0   | 4    |
| Maroko     | 3    | 0    | 1    | 2    | 2   | 4   | -2  | 1    |

| 15. lipnja 2018. 17:00 SEV |     |                       |                                                                                    |
| Maroko                     | 0:1 | Iran                  | Sankt-Peterburg Arena, Sankt-Peterburg Broj gledatelja: 62.548 Sudac: Cüneyt Çakır |
|                            |     | Bouhaddouz 90+5' (ag) | Sankt-Peterburg Arena, Sankt-Peterburg Broj gledatelja: 62.548 Sudac: Cüneyt Çakır |

| 15. lipnja 2018. 20:00 SEV  |     |                                |                                                                              |
| Portugal                    | 3:3 | Španjolska                     | Olimpijski stadion Fišt, Soči Broj gledatelja: 43.866 Sudac: Gianluca Rocchi |
| Ronaldo 4' (11 m), 44', 88' |     | Diego Costa 24', 55' Nacho 58' | Olimpijski stadion Fišt, Soči Broj gledatelja: 43.866 Sudac: Gianluca Rocchi |

| 20. lipnja 2018. 14:00 SEV |     |        |                                                                     |
| Portugal                   | 1:0 | Maroko | Stadion Lužnjiki, Moskva Broj gledatelja: 78.011 Sudac: Mark Geiger |
| Ronaldo 4'                 |     |        | Stadion Lužnjiki, Moskva Broj gledatelja: 78.011 Sudac: Mark Geiger |

| 20. lipnja 2018. 20:00 SEV |     |                 |                                                                  |
| Iran                       | 0:1 | Španjolska      | Arena Kazanj, Kazanj Broj gledatelja: 42.718 Sudac: Andrés Cunha |
|                            |     | Diego Costa 54' | Arena Kazanj, Kazanj Broj gledatelja: 42.718 Sudac: Andrés Cunha |

| 25. lipnja 2018. 20:00 SEV |     |              |                                                                         |
| Iran                       | 1:1 | Portugal     | Mordovija Arena, Saransk Broj gledatelja: 41.685 Sudac: Enrique Cáceres |
| Ansarifard 90+3' (11 m)    |     | Quaresma 45' | Mordovija Arena, Saransk Broj gledatelja: 41.685 Sudac: Enrique Cáceres |

| 25. lipnja 2018. 20:00 SEV |     |                           |                                                                                  |
| Španjolska                 | 2:2 | Maroko                    | Stadion Kalinjingrad, Kalinjingrad Broj gledatelja: 33.973 Sudac: Ravšan Irmatov |
| Isco 19' Aspas 90+1'       |     | Boutaïb 14' En-Nesyri 81' | Stadion Kalinjingrad, Kalinjingrad Broj gledatelja: 33.973 Sudac: Ravšan Irmatov |

### Skupina C
| Momčad     | Uta. | Pob. | Izj. | Por. | Po. | Pr. | Gr. | Bod. |
| ---------- | ---- | ---- | ---- | ---- | --- | --- | --- | ---- |
| Francuska  | 3    | 2    | 1    | 0    | 3   | 1   | +2  | 7    |
| Danska     | 3    | 1    | 2    | 0    | 2   | 1   | +1  | 5    |
| Peru       | 3    | 1    | 0    | 2    | 2   | 2   | 0   | 3    |
| Australija | 3    | 0    | 1    | 2    | 2   | 5   | -3  | 1    |

| 16. lipnja 2018. 12:00 SEV           |     |                    |                                                                  |
| Francuska                            | 2:1 | Australija         | Arena Kazanj, Kazanj Broj gledatelja: 41.279 Sudac: Andrés Cunha |
| Griezmann 58' (11 m) Behich 81' (ag) |     | Jedinak 62' (11 m) | Arena Kazanj, Kazanj Broj gledatelja: 41.279 Sudac: Andrés Cunha |

| 16. lipnja 2018. 18:00 SEV |     |                    |                                                                        |
| Peru                       | 0:1 | Danska             | Mordovija Arena, Saransk Broj gledatelja: 40.502 Sudac: Bakary Gassama |
|                            |     | Yussuf Poulsen 59' | Mordovija Arena, Saransk Broj gledatelja: 40.502 Sudac: Bakary Gassama |

| 21. lipnja 2018. 14:00 SEV |     |      |                                                                                                 |
| Francuska                  | 1:0 | Peru | Centralni stadion, Jekaterinburg Broj gledatelja: 32.789 Sudac: Mohammed Abdulla Hassan Mohamed |
| Mbappé 34'                 |     |      | Centralni stadion, Jekaterinburg Broj gledatelja: 32.789 Sudac: Mohammed Abdulla Hassan Mohamed |

| 21. lipnja 2018. 17:00 SEV |     |                    |                                                                         |
| Danska                     | 1:1 | Australija         | Kosmos Arena, Samara Broj gledatelja: 40.727 Sudac: Antonio Mateu Lahoz |
| Eriksen 7'                 |     | Jedinak 38' (11 m) | Kosmos Arena, Samara Broj gledatelja: 40.727 Sudac: Antonio Mateu Lahoz |

| 26. lipnja 2018. 16:00 SEV |     |           |                                                                      |
| Danska                     | 0:0 | Francuska | Stadion Lužnjiki, Moskva Broj gledatelja: 78.011 Sudac: Sandro Ricci |
|                            |     |           | Stadion Lužnjiki, Moskva Broj gledatelja: 78.011 Sudac: Sandro Ricci |

| 26. lipnja 2018. 16:00 SEV |     |                           |                                                                             |
| Australija                 | 0:2 | Peru                      | Olimpijski stadion Fišt, Soči Broj gledatelja: 44.073 Sudac: Sergei Karasev |
|                            |     | Carrillo 18' Guerrero 50' | Olimpijski stadion Fišt, Soči Broj gledatelja: 44.073 Sudac: Sergei Karasev |

### Skupina D
| Momčad    | Uta. | Pob. | Izj. | Por. | Po. | Pr. | Gr. | Bod. |
| --------- | ---- | ---- | ---- | ---- | --- | --- | --- | ---- |
| Hrvatska  | 3    | 3    | 0    | 0    | 7   | 1   | +6  | 9    |
| Argentina | 3    | 1    | 1    | 1    | 3   | 5   | -2  | 4    |
| Nigerija  | 3    | 1    | 0    | 2    | 3   | 4   | -1  | 3    |
| Island    | 3    | 0    | 1    | 2    | 2   | 5   | -3  | 1    |

| 16. lipnja 2018. 15:00 SEV |     |                 |                                                                        |
| Argentina                  | 1:1 | Island          | Otkrytie Arena, Moskva Broj gledatelja: 44.190 Sudac: Szymon Marciniak |
| Agüero 19'                 |     | Finnbogason 23' | Otkrytie Arena, Moskva Broj gledatelja: 44.190 Sudac: Szymon Marciniak |

| 16. lipnja 2018. 21:00 SEV       |     |          |                                                                                |
| Hrvatska                         | 2:0 | Nigerija | Stadion Kalinjingrad, Kalinjingrad Broj gledatelja: 31.136 Sudac: Sandro Ricci |
| Etebo 32' (ag) Modrić 71' (11 m) |     |          | Stadion Kalinjingrad, Kalinjingrad Broj gledatelja: 31.136 Sudac: Sandro Ricci |

| 21. lipnja 2018. 20:00 SEV |     |                                    |                                                                                        |
| Argentina                  | 0:3 | Hrvatska                           | Stadion Nižnji Novgorod, Nižnji Novgorod Broj gledatelja: 43.319 Sudac: Ravšan Irmatov |
|                            |     | Rebić 53' Modrić 80' Rakitić 90+1' | Stadion Nižnji Novgorod, Nižnji Novgorod Broj gledatelja: 43.319 Sudac: Ravšan Irmatov |

| 22. lipnja 2018. 17:00 SEV |     |        |                                                                          |
| Nigerija                   | 2:0 | Island | Volgograd Arena, Volgograd Broj gledatelja: 40.904 Sudac: Matthew Conger |
| Musa 49', 75'              |     |        | Volgograd Arena, Volgograd Broj gledatelja: 40.904 Sudac: Matthew Conger |

| 26. lipnja 2018. 20:00 SEV |     |                    |                                                                                    |
| Nigerija                   | 1:2 | Argentina          | Sankt-Peterburg Arena, Sankt-Peterburg Broj gledatelja: 64.468 Sudac: Cüneyt Çakır |
| Moses 51' (11 m)           |     | Messi 14' Rojo 87' | Sankt-Peterburg Arena, Sankt-Peterburg Broj gledatelja: 64.468 Sudac: Cüneyt Çakır |

| 26. lipnja 2018. 20:00 SEV |     |                        |                                                                                 |
| Island                     | 1:2 | Hrvatska               | Rostov Arena, Rostov na Donu Broj gledatelja: 43.472 Sudac: Antonio Mateu Lahoz |
| Sigurðsson 76' (11 m)      |     | Badelj 53' Perišić 90' | Rostov Arena, Rostov na Donu Broj gledatelja: 43.472 Sudac: Antonio Mateu Lahoz |

### Skupina E
| Momčad    | Uta. | Pob. | Izj. | Por. | Po. | Pr. | Gr. | Bod. |
| --------- | ---- | ---- | ---- | ---- | --- | --- | --- | ---- |
| Brazil    | 3    | 2    | 1    | 0    | 5   | 1   | +4  | 7    |
| Švicarska | 3    | 1    | 2    | 0    | 5   | 4   | +1  | 5    |
| Srbija    | 3    | 1    | 0    | 2    | 2   | 4   | -2  | 3    |
| Kostarika | 3    | 0    | 1    | 2    | 2   | 5   | -3  | 1    |

| 17. lipnja 2018. 14:00 SEV |     |             |                                                                     |
| Kostarika                  | 0:1 | Srbija      | Kosmos Arena, Samara Broj gledatelja: 41.432 Sudac: Malang Diedhiou |
|                            |     | Kolarov 56' | Kosmos Arena, Samara Broj gledatelja: 41.432 Sudac: Malang Diedhiou |

| 17. lipnja 2018. 20:00 SEV |     |           |                                                                                |
| Brazil                     | 1:1 | Švicarska | Rostov Arena, Rostov na Donu Broj gledatelja: 43.109 Sudac: César Arturo Ramos |
| Coutinho 20'               |     | Zuber 50' | Rostov Arena, Rostov na Donu Broj gledatelja: 43.109 Sudac: César Arturo Ramos |

| 22. lipnja 2018. 14:00 SEV  |     |           |                                                                                     |
| Brazil                      | 2:0 | Kostarika | Sankt-Peterburg Arena, Sankt-Peterburg Broj gledatelja: 64.468 Sudac: Björn Kuipers |
| Coutinho 90+1' Neymar 90+7' |     |           | Sankt-Peterburg Arena, Sankt-Peterburg Broj gledatelja: 64.468 Sudac: Björn Kuipers |

| 22. lipnja 2018. 20:00 SEV |     |                       |                                                                               |
| Srbija                     | 1:2 | Švicarska             | Stadion Kalinjingrad, Kalinjingrad Broj gledatelja: 33.167 Sudac: Felix Brych |
| Mitrović 5'                |     | Xhaka 52' Shaqiri 90' | Stadion Kalinjingrad, Kalinjingrad Broj gledatelja: 33.167 Sudac: Felix Brych |

| 27. lipnja 2018. 20:00 SEV |     |                               |                                                                       |
| Srbija                     | 0:2 | Brazil                        | Otkrytie Arena, Moskva Broj gledatelja: 44.190 Sudac: Alireza Faghani |
|                            |     | Paulinho 36' Thiago Silva 68' | Otkrytie Arena, Moskva Broj gledatelja: 44.190 Sudac: Alireza Faghani |

| 27. lipnja 2018. 20:00 SEV |     |                              |                                                                                        |
| Švicarska                  | 2:2 | Kostarika                    | Stadion Nižnji Novgorod, Nižnji Novgorod Broj gledatelja: 43.319 Sudac: Clément Turpin |
| Džemaili 31' Drmić 88'     |     | Waston 56' Sommer 90+3' (ag) | Stadion Nižnji Novgorod, Nižnji Novgorod Broj gledatelja: 43.319 Sudac: Clément Turpin |

### Skupina F
| Momčad       | Uta. | Pob. | Izj. | Por. | Po. | Pr. | Gr. | Bod. |
| ------------ | ---- | ---- | ---- | ---- | --- | --- | --- | ---- |
| Švedska      | 3    | 2    | 0    | 1    | 5   | 2   | +3  | 6    |
| Meksiko      | 3    | 2    | 0    | 1    | 3   | 4   | -1  | 6    |
| Južna Koreja | 3    | 1    | 0    | 2    | 3   | 3   | 0   | 3    |
| Njemačka     | 3    | 1    | 0    | 2    | 2   | 4   | -2  | 3    |

| 17. lipnja 2018. 17:00 SEV |     |            |                                                                         |
| Njemačka                   | 0:1 | Meksiko    | Stadion Lužnjiki, Moskva Broj gledatelja: 78.011 Sudac: Alireza Faghani |
|                            |     | Lozano 35' | Stadion Lužnjiki, Moskva Broj gledatelja: 78.011 Sudac: Alireza Faghani |

| 18. lipnja 2018. 14:00 SEV |     |              |                                                                                      |
| Švedska                    | 1:0 | Južna Koreja | Stadion Nižnji Novgorod, Nižnji Novgorod Broj gledatelja: 42.300 Sudac: Jose Aguilar |
| Granqvist 65' (11 m)       |     |              | Stadion Nižnji Novgorod, Nižnji Novgorod Broj gledatelja: 42.300 Sudac: Jose Aguilar |

| 23. lipnja 2018. 17:00 SEV |     |              |                                                                               |
| Njemačka                   | 2:1 | Švedska      | Olimpijski stadion Fišt, Soči Broj gledatelja: 44.287 Sudac: Szymon Marciniak |
| Reus 48' Kroos 90+5'       |     | Toivonen 32' | Olimpijski stadion Fišt, Soči Broj gledatelja: 44.287 Sudac: Szymon Marciniak |

| 23. lipnja 2018. 20:00 SEV |     |                               |                                                                           |
| Južna Koreja               | 1:2 | Meksiko                       | Rostov Arena, Rostov na Donu Broj gledatelja: 43.472 Sudac: Milorad Mažić |
| Heung-Min Son 90+2'        |     | Vela 26' (11 m) Hernández 66' | Rostov Arena, Rostov na Donu Broj gledatelja: 43.472 Sudac: Milorad Mažić |

| 27. lipnja 2018. 16:00 SEV               |     |          |                                                                 |
| Južna Koreja                             | 2:0 | Njemačka | Arena Kazanj, Kazanj Broj gledatelja: 41.385 Sudac: Mark Geiger |
| Young-Gwon Kim 90+3' Heung-Min Son 90+6' |     |          | Arena Kazanj, Kazanj Broj gledatelja: 41.385 Sudac: Mark Geiger |

| 27. lipnja 2018. 16:00 SEV |     |                                                        |                                                                               |
| Meksiko                    | 0:3 | Švedska                                                | Centralni stadion, Jekaterinburg Broj gledatelja: 33.061 Sudac: Néstor Pitana |
|                            |     | Augustinsson 50' Granqvist 61' (11 m) Álvarez 74' (ag) | Centralni stadion, Jekaterinburg Broj gledatelja: 33.061 Sudac: Néstor Pitana |

### Skupina G
| Momčad   | Uta. | Pob. | Izj. | Por. | Po. | Pr. | Gr. | Bod. |
| -------- | ---- | ---- | ---- | ---- | --- | --- | --- | ---- |
| Belgija  | 3    | 3    | 0    | 0    | 9   | 2   | +7  | 9    |
| Engleska | 3    | 2    | 0    | 1    | 8   | 3   | +5  | 6    |
| Tunis    | 3    | 1    | 0    | 2    | 5   | 8   | -3  | 3    |
| Panama   | 3    | 0    | 0    | 3    | 2   | 11  | -9  | 0    |

| 18. lipnja 2018. 17:00 SEV  |     |        |                                                                            |
| Belgija                     | 3:0 | Panama | Olimpijski stadion Fišt, Soči Broj gledatelja: 43.257 Sudac: Janny Sikazwe |
| Mertens 47' Lukaku 69', 75' |     |        | Olimpijski stadion Fišt, Soči Broj gledatelja: 43.257 Sudac: Janny Sikazwe |

| 18. lipnja 2018. 20:00 SEV |     |                 |                                                                         |
| Tunis                      | 1:2 | Engleska        | Volgograd Arena, Volgograd Broj gledatelja: 41.064 Sudac: Wilmar Roldán |
| Sassi 35' (11 m)           |     | Kane 11', 90+1' | Volgograd Arena, Volgograd Broj gledatelja: 41.064 Sudac: Wilmar Roldán |

| 23. lipnja 2018. 14:00 SEV                            |     |                        |                                                                    |
| Belgija                                               | 5:2 | Tunis                  | Otkrytie Arena, Moskva Broj gledatelja: 44.190 Sudac: Jair Marrufo |
| Hazard 6' (11 m), 51' Lukaku 16', 45+3' Batshuayi 90' |     | Bronn 18' Khazri 90+3' | Otkrytie Arena, Moskva Broj gledatelja: 44.190 Sudac: Jair Marrufo |

| 24. lipnja 2018. 14:00 SEV                                    |     |           |                                                                                      |
| Engleska                                                      | 6:1 | Panama    | Stadion Nižnji Novgorod, Nižnji Novgorod Broj gledatelja: 43.319 Sudac: Gehad Grisha |
| Stones 8', 40' Kane 22' (11 m), 45+1' (11 m), 62' Lingard 36' |     | Baloy 78' | Stadion Nižnji Novgorod, Nižnji Novgorod Broj gledatelja: 43.319 Sudac: Gehad Grisha |

| 28. lipnja 2018. 20:00 SEV |     |             |                                                                         |
| Engleska                   | 0:1 | Belgija     | Kalinjingrad, Kalinjingrad Broj gledatelja: 33.973 Sudac: Damir Skomina |
|                            |     | Januzaj 51' | Kalinjingrad, Kalinjingrad Broj gledatelja: 33.973 Sudac: Damir Skomina |

| 28. lipnja 2018. 20:00 SEV |     |                            |                                                                         |
| Panama                     | 1:2 | Tunis                      | Mordovija Arena, Saransk Broj gledatelja: 37.168 Sudac: Nawaf Shukralla |
| Meriah 33' (ag)            |     | Ben Youssef 51' Khazri 66' | Mordovija Arena, Saransk Broj gledatelja: 37.168 Sudac: Nawaf Shukralla |

### Skupina H
| Momčad    | Uta. | Pob. | Izj. | Por. | Po. | Pr. | Gr. | Bod. |
| --------- | ---- | ---- | ---- | ---- | --- | --- | --- | ---- |
| Kolumbija | 3    | 2    | 0    | 1    | 5   | 2   | +3  | 6    |
| Japan     | 3    | 1    | 1    | 1    | 4   | 4   | 0   | 4    |
| Senegal   | 3    | 1    | 1    | 1    | 4   | 4   | 0   | 4    |
| Poljska   | 3    | 1    | 0    | 2    | 2   | 5   | -3  | 3    |

| 19. lipnja 2018. 14:00 SEV |     |                     |                                                                       |
| Kolumbija                  | 1:2 | Japan               | Mordovija Arena, Saransk Broj gledatelja: 40.842 Sudac: Damir Skomina |
| Quintero 39'               |     | Kagawa 6' Osako 73' | Mordovija Arena, Saransk Broj gledatelja: 40.842 Sudac: Damir Skomina |

| 19. lipnja 2018. 17:00 SEV |     |                           |                                                                       |
| Poljska                    | 1:2 | Senegal                   | Otkrytie Arena, Moskva Broj gledatelja: 44.190 Sudac: Nawaf Shukralla |
| Krychowiak 86'             |     | Cionek 37' (ag) Niang 60' | Otkrytie Arena, Moskva Broj gledatelja: 44.190 Sudac: Nawaf Shukralla |

| 24. lipnja 2018. 17:00 SEV |     |                    |                                                                                 |
| Japan                      | 2:2 | Senegal            | Centralni stadion, Jekaterinburg Broj gledatelja: 32.572 Sudac: Gianluca Rocchi |
| Inui 34' Honda 78'         |     | Mané 11' Wagué 71' | Centralni stadion, Jekaterinburg Broj gledatelja: 32.572 Sudac: Gianluca Rocchi |

| 24. lipnja 2018. 20:00 SEV |     |                                  |                                                                        |
| Poljska                    | 0:3 | Kolumbija                        | Arena Kazanj, Kazanj Broj gledatelja: 42.873 Sudac: César Arturo Ramos |
|                            |     | Mina 40' Falcao 70' Cuadrado 75' | Arena Kazanj, Kazanj Broj gledatelja: 42.873 Sudac: César Arturo Ramos |

| 28. lipnja 2018. 16:00 SEV |     |              |                                                                         |
| Japan                      | 0:1 | Poljska      | Volgograd Arena, Volgograd Broj gledatelja: 42.189 Sudac: Janny Sikazwe |
|                            |     | Bednarek 59' | Volgograd Arena, Volgograd Broj gledatelja: 42.189 Sudac: Janny Sikazwe |

| 28. lipnja 2018. 16:00 SEV |     |           |                                                                   |
| Senegal                    | 0:1 | Kolumbija | Kosmos Arena, Samara Broj gledatelja: 41.970 Sudac: Milorad Mažić |
|                            |     | Mina 74'  | Kosmos Arena, Samara Broj gledatelja: 41.970 Sudac: Milorad Mažić |

## Drugi dio prvenstva
|  | Osmina finala                | Osmina finala      |                               |       | Četvrtfinale | Četvrtfinale |                              |                              | Polufinale | Polufinale |  |  | Finale | Finale |
|  |                              |                    |                               |       |              |              |                              |                              |            |            |  |  |        |        |
|  | 30. lipnja – Soči            |                    |                               |       |              |              |                              |                              |            |            |  |  |        |        |
|  |                              |                    |                               |       |              |              |                              |                              |            |            |  |  |        |        |
|  | Urugvaj                      | 2                  |                               |       |              |              |                              |                              |            |            |  |  |        |        |
|  | Urugvaj                      | 2                  | 6. srpnja – Nižnji Novgorod   |       |              |              |                              |                              |            |            |  |  |        |        |
|  | Portugal                     | 1                  |                               |       |              |              |                              |                              |            |            |  |  |        |        |
|  | Portugal                     | 1                  | Urugvaj                       | 0     |              |              |                              |                              |            |            |  |  |        |        |
|  | 30. lipnja – Kazanj          |                    | Urugvaj                       | 0     |              |              |                              |                              |            |            |  |  |        |        |
|  |                              | Francuska          | 2                             |       |              |              |                              |                              |            |            |  |  |        |        |
|  | Francuska                    | Francuska          | 2                             | 4     |              |              |                              |                              |            |            |  |  |        |        |
|  | Francuska                    |                    | 10. srpnja – Sankt Peterburg  | 4     |              |              |                              |                              |            |            |  |  |        |        |
|  | Argentina                    | 3                  |                               |       |              |              |                              |                              |            |            |  |  |        |        |
|  | Argentina                    | 3                  | Francuska                     | 1     |              |              |                              |                              |            |            |  |  |        |        |
|  | 2. srpnja – Samara           |                    | Francuska                     | 1     |              |              |                              |                              |            |            |  |  |        |        |
|  |                              | Belgija            | 0                             |       |              |              |                              |                              |            |            |  |  |        |        |
|  | Brazil                       | Belgija            | 0                             | 2     |              |              |                              |                              |            |            |  |  |        |        |
|  | Brazil                       | 6. srpnja – Kazanj |                               | 2     |              |              |                              |                              |            |            |  |  |        |        |
|  | Meksiko                      | 0                  |                               |       |              |              |                              |                              |            |            |  |  |        |        |
|  | Meksiko                      | 0                  | Brazil                        | 1     |              |              |                              |                              |            |            |  |  |        |        |
|  | 2. srpnja – Rostov na Donu   |                    | Brazil                        | 1     |              |              |                              |                              |            |            |  |  |        |        |
|  |                              | Belgija            | 2                             |       |              |              |                              |                              |            |            |  |  |        |        |
|  | Belgija                      | Belgija            | 2                             | 3     |              |              |                              |                              |            |            |  |  |        |        |
|  | Belgija                      |                    | 15. srpnja – Moskva, Lužnjiki | 3     |              |              |                              |                              |            |            |  |  |        |        |
|  | Japan                        | 2                  |                               |       |              |              |                              |                              |            |            |  |  |        |        |
|  | Japan                        | 2                  | Francuska                     | 4     |              |              |                              |                              |            |            |  |  |        |        |
|  | 1. srpnja – Moskva, Lužnjiki |                    | Francuska                     | 4     |              |              |                              |                              |            |            |  |  |        |        |
|  |                              | Hrvatska           | 2                             |       |              |              |                              |                              |            |            |  |  |        |        |
|  | Španjolska                   | Hrvatska           | 2                             | 1 (3) |              |              |                              |                              |            |            |  |  |        |        |
|  | Španjolska                   | 7. srpnja – Soči   |                               | 1 (3) |              |              |                              |                              |            |            |  |  |        |        |
|  | Rusija (11 m)                | 1 (4)              |                               |       |              |              |                              |                              |            |            |  |  |        |        |
|  | Rusija (11 m)                | 1 (4)              | Rusija                        | 2 (3) |              |              |                              |                              |            |            |  |  |        |        |
|  | 1. srpnja – Nižnji Novgorod  |                    | Rusija                        | 2 (3) |              |              |                              |                              |            |            |  |  |        |        |
|  |                              | Hrvatska (11 m)    | 2 (4)                         |       |              |              |                              |                              |            |            |  |  |        |        |
|  | Hrvatska (11 m)              | Hrvatska (11 m)    | 2 (4)                         | 1 (3) |              |              |                              |                              |            |            |  |  |        |        |
|  | Hrvatska (11 m)              |                    | 11. srpnja – Moskva, Lužnjiki | 1 (3) |              |              |                              |                              |            |            |  |  |        |        |
|  | Danska                       | 1 (2)              |                               |       |              |              |                              |                              |            |            |  |  |        |        |
|  | Danska                       | 1 (2)              | Hrvatska (pr.)                | 2     |              |              |                              |                              |            |            |  |  |        |        |
|  | 3. srpnja – Sankt Peterburg  |                    | Hrvatska (pr.)                | 2     |              |              |                              |                              |            |            |  |  |        |        |
|  |                              | Engleska           | 1                             |       | Za 3. mjesto | Za 3. mjesto |                              |                              |            |            |  |  |        |        |
|  | Švedska                      | Engleska           | 1                             | 1     | Za 3. mjesto | Za 3. mjesto |                              |                              |            |            |  |  |        |        |
|  | Švedska                      | 7. srpnja – Samara | 7. srpnja – Samara            | 1     |              |              | 14. srpnja – Sankt Peterburg | 14. srpnja – Sankt Peterburg |            |            |  |  |        |        |
|  | Švicarska                    | 7. srpnja – Samara | 7. srpnja – Samara            | 0     |              |              | 14. srpnja – Sankt Peterburg | 14. srpnja – Sankt Peterburg |            |            |  |  |        |        |
|  | Švicarska                    | Švedska            | 0                             | 0     | Belgija      | 2            |                              |                              |            |            |  |  |        |        |
|  | 3. srpnja – Moskva, Otkrytie | Švedska            | 0                             |       | Belgija      | 2            |                              |                              |            |            |  |  |        |        |
|  |                              | Engleska           | 2                             |       | Engleska     | 0            |                              |                              |            |            |  |  |        |        |
|  | Kolumbija                    | Engleska           | 2                             | 1 (3) | Engleska     | 0            |                              |                              |            |            |  |  |        |        |
|  | Kolumbija                    |                    |                               | 1 (3) |              |              |                              |                              |            |            |  |  |        |        |
|  | Engleska (11 m)              | 1 (4)              |                               |       |              |              |                              |                              |            |            |  |  |        |        |
|  | Engleska (11 m)              | 1 (4)              |                               |       |              |              |                              |                              |            |            |  |  |        |        |

### Osmina finala
| 30. lipnja 2018. 16:00                          |     |                                       |                                                                     |
| Francuska                                       | 4:3 | Argentina                             | Arena Kazanj, Kazanj Broj gledatelja: 42.873 Sudac: Alireza Faghani |
| Griezmann 13' (11 m) Pavard 57' Mbappé 64', 68' |     | Di María 41' Mercado 48' Agüero 90+3' | Arena Kazanj, Kazanj Broj gledatelja: 42.873 Sudac: Alireza Faghani |

| 30. lipnja 2018. 20:00 |     |          |                                                                                 |
| Urugvaj                | 2:1 | Portugal | Olimpijski stadion Fišt, Soči Broj gledatelja: 44.287 Sudac: César Arturo Ramos |
| Cavani 7', 62'         |     | Pepe 55' | Olimpijski stadion Fišt, Soči Broj gledatelja: 44.287 Sudac: César Arturo Ramos |

| 1. srpnja 2018. 16:00 |                  |                   |                                                                       |
| Španjolska            | 1:1 (produžetci) | Rusija            | Stadion Lužnjiki, Moskva Broj gledatelja: 78.011 Sudac: Björn Kuipers |
| Ignaševič 12' (ag)    |                  | Dzjuba 41' (11 m) | Stadion Lužnjiki, Moskva Broj gledatelja: 78.011 Sudac: Björn Kuipers |

|                                |     | jedanaesterci                    |  |  |
| Iniesta Piqué Koke Ramos Aspas | 3:4 | Smolov Ignaševič Golovin Čerišev |  |  |
|                                |     |                                  |  |  |

| 1. srpnja 2018. 20:00 |                  |                 |                                                                                       |
| Hrvatska              | 1:1 (produžetci) | Danska          | Stadion Nižnji Novgorod, Nižnji Novgorod Broj gledatelja: 40.851 Sudac: Néstor Pitana |
| Mandžukić 4'          |                  | M. Jorgensen 1' | Stadion Nižnji Novgorod, Nižnji Novgorod Broj gledatelja: 40.851 Sudac: Néstor Pitana |

|                                        |     | jedanaesterci                                |  |  |
| Badelj Kramarić Modrić Pivarić Rakitić | 3:2 | Eriksen Kjær Krohn-Dehli Schöne N. Jørgensen |  |  |
|                                        |     |                                              |  |  |

| 2. srpnja 2018. 16:00  |     |         |                                                                     |
| Brazil                 | 2:0 | Meksiko | Kosmos Arena, Samara Broj gledatelja: 41.970 Sudac: Gianluca Rocchi |
| Neymar 51' Firmino 88' |     |         | Kosmos Arena, Samara Broj gledatelja: 41.970 Sudac: Gianluca Rocchi |

| 2. srpnja 2018. 20:00                    |     |                        |                                                                             |
| Belgija                                  | 3:2 | Japan                  | Rostov Arena, Rostov na Donu Broj gledatelja: 41.466 Sudac: Malang Diedhiou |
| Vertonghen 69' Fellaini 74' Chadli 90+4' |     | Haraguchi 48' Inui 52' | Rostov Arena, Rostov na Donu Broj gledatelja: 41.466 Sudac: Malang Diedhiou |

| 3. srpnja 2018. 16:00 |     |           |                                                                                     |
| Švedska               | 1:0 | Švicarska | Sankt-Peterburg Arena, Sankt Peterburg Broj gledatelja: 64.042 Sudac: Damir Skomina |
| Forsberg 66'          |     |           | Sankt-Peterburg Arena, Sankt Peterburg Broj gledatelja: 64.042 Sudac: Damir Skomina |

| 3. srpnja 2018. 20:00 |                  |                 |                                                                   |
| Kolumbija             | 1:1 (produžetci) | Engleska        | Otkrytie Arena, Moskva Broj gledatelja: 44.190 Sudac: Mark Geiger |
| Mina 90+3'            |                  | Kane 56' (11 m) | Otkrytie Arena, Moskva Broj gledatelja: 44.190 Sudac: Mark Geiger |

|                                    |     | jedanaesterci                         |  |  |
| Falcao Cuadrado Muriel Uribe Bacca | 3:4 | Kane Rashford Henderson Trippier Dier |  |  |
|                                    |     |                                       |  |  |

### Četvrtfinale
| 6. srpnja 2018. 16:00 |     |                          |                                                                                       |
| Urugvaj               | 0:2 | Francuska                | Stadion Nižnji Novgorod, Nižnji Novgorod Broj gledatelja: 43.319 Sudac: Néstor Pitana |
|                       |     | Varane 40' Griezmann 61' | Stadion Nižnji Novgorod, Nižnji Novgorod Broj gledatelja: 43.319 Sudac: Néstor Pitana |

| 6. srpnja 2018. 20:00 |     |                                    |                                                                   |
| Brazil                | 1:2 | Belgija                            | Arena Kazanj, Kazanj Broj gledatelja: 42.873 Sudac: Milorad Mažić |
| Renato Augusto 76'    |     | Fernandinho 13' (ag) De Bruyne 31' | Arena Kazanj, Kazanj Broj gledatelja: 42.873 Sudac: Milorad Mažić |

| 7. srpnja 2018. 16:00 |     |                      |                                                                   |
| Švedska               | 0:2 | Engleska             | Kosmos Arena, Samara Broj gledatelja: 39.991 Sudac: Björn Kuipers |
|                       |     | Maguire 30' Alli 59' | Kosmos Arena, Samara Broj gledatelja: 39.991 Sudac: Björn Kuipers |

| 7. srpnja 2018. 20:00      |                  |                        |                                                                           |
| Rusija                     | 2:2 (produžetci) | Hrvatska               | Olimpijski stadion Fišt, Soči Broj gledatelja: 44.287 Sudac: Sandro Ricci |
| Čerišev 31' Fernandes 115' |                  | Kramarić 39' Vida 101' | Olimpijski stadion Fišt, Soči Broj gledatelja: 44.287 Sudac: Sandro Ricci |

|                                              |     | jedanaesterci                        |  |  |
| Smolov Dzagojev Fernandes Ignaševič Kuzjajev | 3:4 | Brozović Kovačić Modrić Vida Rakitić |  |  |
|                                              |     |                                      |  |  |

### Polufinale
| 10. srpnja 2018. 20:00 |           |         |                                                                                    |
| Francuska              | 1:0       | Belgija | Sankt-Peterburg Arena, Sankt Peterburg Broj gledatelja: 64.286 Sudac: Andrés Cunha |
| Umtiti 51'             | Izvještaj |         | Sankt-Peterburg Arena, Sankt Peterburg Broj gledatelja: 64.286 Sudac: Andrés Cunha |

| 11. srpnja 2018. 20:00     |                  |             |                                                                      |
| Hrvatska                   | 2:1 (produžetci) | Engleska    | Stadion Lužnjiki, Moskva Broj gledatelja: 78.011 Sudac: Cüneyt Çakır |
| Perišić 68' Mandžukić 109' | Izvještaj        | Trippier 5' | Stadion Lužnjiki, Moskva Broj gledatelja: 78.011 Sudac: Cüneyt Çakır |

### Utakmica za 3. mjesto
| 14. srpnja 2018. 16:00 |           |          |                                                                                       |
| Belgija                | 2:0       | Engleska | Sankt-Peterburg Arena, Sankt Peterburg Broj gledatelja: 64.406 Sudac: Alireza Faghani |
| Meunier 4' Hazard 82'  | Izvještaj |          | Sankt-Peterburg Arena, Sankt Peterburg Broj gledatelja: 64.406 Sudac: Alireza Faghani |

### Finale
| 15. srpnja 2018. 17:00                                       |           |                           |                                                                       |
| Francuska                                                    | 4:2       | Hrvatska                  | Stadion Lužnjiki, Moskva Broj gledatelja: 78.011 Sudac: Néstor Pitana |
| Mandžukić 19' (ag) Griezmann 38' (11 m) Pogba 59' Mbappé 65' | Izvještaj | Perišić 29' Mandžukić 69' | Stadion Lužnjiki, Moskva Broj gledatelja: 78.011 Sudac: Néstor Pitana |

## Statistike

### Strijelci
Ukupno je postignuto 169 golova u 64 utakmice, što je nešto više od 2 i pol gola po utakmici (2,64). 
Postignuto je 12 autogolova, što nadmašuje rekord od šest na SP-u 1998. godine. 
6 golova
- Harry Kane

4 gola
- Romelu Lukaku
- Cristiano Ronaldo
- Denis Čerišev
- Antoine Griezmann
- Kylian Mbappé

3 gola
| - Eden Hazard - Yerry Mina - Artem Džjuba - Diego Costa | - Edinson Cavani - Mario Mandžukić - Ivan Perišić |  |

2 gola
| - Sergio Agüero - Mile Jedinak - Philippe Coutinho - Neymar - Luka Modrić - Mohamed Salah - John Stones | - Takashi Inui - Son Heung-min - Ahmed Musa - Andreas Granqvist - Wahbi Khazri - Luis Suárez |  |

1 gol
| - Ángel Di María - Gabriel Mercado - Lionel Messi - Marcos Rojo - Michy Batshuayi - Nacer Chadli - Kevin De Bruyne - Marouane Fellaini - Adnan Januzaj - Thomas Meunier - Dries Mertens - Jan Vertonghen - Roberto Firmino - Paulinho - Renato Augusto - Thiago Silva - Milan Badelj - Andrej Kramarić - Ivan Rakitić - Ante Rebić - Domagoj Vida - Christian Eriksen - Mathias Jørgensen - Yussuf Poulsen - Dele Alli - Jesse Lingard - Harry Maguire - Kieran Trippier | - Paul Pogba - Benjamin Pavard - Samuel Umtiti - Raphaël Varane - Alfreð Finnbogason - Gylfi Sigurðsson - Karim Ansarifard - Genki Haraguchi - Keisuke Honda - Shinji Kagawa - Yuya Osako - Kim Young-gwon - Juan Cuadrado - Radamel Falcao - Juan Fernando Quintero - Kendall Waston - Javier Hernández - Hirving Lozano - Carlos Vela - Khalid Boutaïb - Youssef En-Nesyri - Victor Moses - Toni Kroos - Marco Reus - Felipe Baloy - André Carrillo - Paolo Guerrero - Jan Bednarek | - Grzegorz Krychowiak - Pepe - Ricardo Quaresma - Mário Fernandes - Jurij Gazinskij - Aleksandar Golovin - Salem Al-Dawsari - Salman Al-Faraj - Sadio Mané - M'Baye Niang - Moussa Wagué - Aleksandar Kolarov - Aleksandar Mitrović - Iago Aspas - Isco - Nacho - Ludwig Augustinsson - Emil Forsberg - Ola Toivonen - Josip Drmić - Blerim Džemaili - Xherdan Shaqiri - Granit Xhaka - Steven Zuber - Dylan Bronn - Ferjani Sassi - Fakhreddine Ben Youssef - José Giménez |

1 autogol
| - Aziz Behich (protiv Francuske) - Fernandinho (protiv Belgije) - Ahmed Fathy (protiv Rusije) - Edson Álvarez (protiv Švedske) | - Aziz Bouhaddouz (protiv Irana) - Oghenekaro Etebo (protiv Hrvatske) - Thiago Cionek (protiv Senegala) - Denis Čerišev (protiv Urugvaja) | - Sergej Ignaševič (protiv Španjolske) - Yann Sommer (protiv Kostarike) - Yassine Meriah (protiv Paname) - Mario Mandžukić (protiv Francuske u finalu) |

### Nagrade
Hrvatski kapetan Luka Modrić dobio je Zlatnu loptu za igrača turnira, dok je najbolji strijelac sa šest golova bio engleski kapetan, Harry Kane. Vratar Belgije, Thibaut Courtois, dobio je Zlatnu rukavicu, dok je Kylian Mbappé proglašen najboljim mladim igračem turnira. Mbappé je bio i najmlađi strijelac cijelog turnira sa samo 19 godina te drugi tinejdžer u povijesti natjecanja koji je postigao gol u finalu Svjetskog prvenstva, nakon Peléa, koji je 1958. godine imao 17 godina. Fair Play nagradu dobila je reprezentacija Španjolske, koja je tijekom prvenstva dobila samo dva žuta kartona.
| Zlatna lopta          | Srebrna lopta              | Brončana lopta         |
| --------------------- | -------------------------- | ---------------------- |
| Luka Modrić           | Eden Hazard                | Antoine Griezmann      |
| Zlatna kopačka        | Srebrna kopačka            | Brončana kopačka       |
| Harry Kane (6 golova) | Antoine Griezmann (4 gola) | Romelu Lukaku (4 gola) |
| Zlatna rukavica       |                            |                        |
| Thibaut Courtois      |                            |                        |
| Najbolji mladi igrač  |                            |                        |
| Kylian Mbappé         |                            |                        |
| Fair Play nagrada     |                            |                        |
| Španjolska            |                            |                        |

## Marketing

### Logo
Službeni logo prvenstva je predstavljen 28. listopada 2014. godine od strane kozmonauta na Međunarodnoj svemirskoj stanici, a onda je projiciran na moskovski Boljšoj teatar tijekom večernjeg televizijskog programa. Tadašnji ruski ministar sporta, Vitaly Mutko, rekao je da je logo inspiriran "bogatom ruskom umjetničkom tradicijom i njezinom historijom hrabrih postignuća i inovacija", dok je tadašnji predsjednik FIFA-e, Sepp Blatter, rekao da logo reflektira "srce i dušu" zemlje. U svrhu brendiranja, dizajniran je i poseban font, Duša (rus. Душа), kojeg je izradila portugalska tvrtka "Brandia Central" tijekom 2014. godine.

### Maskota
Službena maskota prvenstva, antropomorfni vuk po imenu Zabivaka (rus. Забива́ка; hrv. Zabijač golova), javnosti je predstavljen 21. listopada 2016. godine. Maskota je odabrana preko internetskog glasovanja, a dizajnirala ju je studentica Ekaterina Bočarova. Zabivaka je odjeven u boje ruske reprezentacije (plava, bijela i crvena). 
Službeni rezultati glasovanja prezentirani su dan nakon objave maskote, u emisiji Večernji Urgant na Prvom kanalu Ruske Televizije. Zabivaka je pobijedio s ukupno 53% glasova. Drugoplasirani je bio tigar (27%), dok je treća bila sibirska mačka (20%). U glasovanju je sudjelovalo više od milijuna ljudi, a ono se odvilo tijekom rujna 2016. godine.

### Lopta
Službena lopta prvenstva, Adidas Telstar 18 je predstavljena 9. studenog 2017. godine u Moskvi, od strane Lionela Messija. Njezin dizajn temeljen je na prvoj službenoj lopti FIFA Svjetskih prvenstava iz 1970. godine.

### Pjesma
Službena pjesma za prvenstvo bila je "Live It Up", koju su izvodili Will Smith, Nicky Jam i Era Istrefi. Pjesma je javno predstavljena 25. svibnja 2018. godine, dok je službeni spot objavljen 7. lipnja 2018., tjedan dana prije početka prvenstva.

## Kontroverze
Kao i za Zimske olimpijske igre 2014. izbor Rusije za domaćina je sporan. Kontroverzna pitanja podrazumijevaju nivo rasizma ruskog nogometa, i diskriminaciju LGBT ljudi u širem Ruskom društvu. Sudjelovanje Rusije u sukobu s Ukrajinom je također izazvalo poziv da se turnir održi u Rusiji, pogotovo nakon aneksije Krima, i navodna uloga Rusije u uništavanju leta Malaysian Airlines 17. Predsjednik FIFA-e, Sepp Blatter, rekao je da je za Rusiju glasao kao domaćina i da oni nastavljaju nesmetano svoj rad.
Tvrdnje vezane za korupciju izazvale su prijetnju od strane Engleskog nogometnog saveza o mogućem bojkotiranju prvenstva.

## Zanimljivosti
- Prema izboru modnog časopisa GQ, najizvornije i najbolje dizajnirane dresove na prvenstvu nose igrači Nigerije, dok je na drugom mjestu momčad Hrvatske sa svojim kvadratičastim dresovima o kojima je napisano:[36]

»Nadahnuti šahiranim grbom, hrvatski za oko zapinjući dresovi su nešto ugodno za oko i na terenu i izvan njega, predstavljajući rijetku ljepotu među nogometnom odjećom. Od naroda koji nam je dao kravatu nismo ni očekivali manje. Šah mat.«
Zanimljivost je i to što je utakmica između Nigerije i Hrvatske u skupini, po izboru časopisa, bila i modno najatraktivnija utakmica u kojoj su se nadmetale dvije najbolje odjevene momčadi.
- Hrvatska je pobjedom nad Nigerijom (2:0) u prvoj utakmici skupine nakon 20 godina otvorila Svjetsko prvenstvo pobjedom.[37]
- Veličanstvena pobjeda Hrvatske nad Argentinom (3:0) je prva pobjeda Hrvatske nad južnoameričkim suparnicima.
- Prvu pobjedu u trećoj utakmici skupine SP-a Hrvatska je izborila protiv Islanda (2:1) i ostvarila vlastiti rekord – sve tri pobjede u grupnoj fazi svjetskih prvenstava.
- Nakon 20 godina Hrvatska je pobijedila u nokaut fazi velikih natjecanja. Dramatično je pobijedila Dansku boljim izvođenjem jedanaesteraca ukupnim rezultatom 4:3 (1:1). Junak utakmice bio je golman Danijel Subašić. S obranjena tri jedanaesterca postao je drugim golmanom velikih nogometnih natjecanja ikada koji je obranio tri jedanaesterca.
- U teškoj i dramatičnoj utakmici pobijedivši domaćina prvenstva – Rusiju, Hrvatska je po drugi puta u povijesti ušla u polufinale svjetskog prvenstva u nogometu. Utakmica je završena boljim izvođenjem jedanaesteraca. U prvom poluvremenu završilo je 1:1, dok je u prvom produžetku Hrvatska vodila 2:1 da bi Rusi izjednačili krajem drugoga. 4 jedanaesteraca je zabila Hrvatska, a Rusija 3 pa je ukupan rezultat 6:5 za prvu pobjedu Hrvatske nad domaćinom svjetskoga prvenstva.
- Pobjedom nad Engleskom (2:1) Hrvatska je postala najmanja europska zemlja koja je ušla u finale svjetskog prvenstva. Strijelci za Hrvatsku bili su u 68. Ivan Perišić i u 109. minuti Mario Mandžukić. U ovoj utakmici Dalićeva Hrvatska je postala druga reprezentacija, nakon Argentine, koja je u polufinalnoj utakmici na SP-u gubila pa nakon prvog poluvremena preokrenula rezultat.
- Trijumfalnom polufinalnom utakmicom Hrvatska je postala druga reprezentacija svjetskih prvenstava koja je igrala produžetke u trima utakmicama za redom. To je još uspjelo samo Englezima.
- Reprezentativac Hrvatske, Marcelo Brozović, pretrčao je 16 kilometara i 339 metara te tako ostvario trkački rekord svjetskog prvenstva u Rusiji.[38]
- Ovo je drugo svjetsko prvenstvo, nakon 2006., u kojem su polufinale igrale samo europske reprezentacije.
- Ovo će prvenstvo postati poznato po tome da nitko nije favorit. Aktualni svjetski prvak, Njemačka, završila je na posljednjem mjestu skupine. Ovo je treće za redom (2010., 2014.) prvenstvo u kojem svjetski prvak ne uspijeva proći grupnu fazu.

## Vanjske poveznice
- Službena stranica (engl.)
- Welcome2018.com  Arhivirana inačica izvorne stranice od 22. rujna 2017. (Wayback Machine) (engl.)

| Europska i svjetska prvenstva u kojima je sudjelovala Hrvatska nogometna reprezentacija | Europska i svjetska prvenstva u kojima je sudjelovala Hrvatska nogometna reprezentacija | Europska i svjetska prvenstva u kojima je sudjelovala Hrvatska nogometna reprezentacija |
| --------------------------------------------------------------------------------------- | --------------------------------------------------------------------------------------- | --------------------------------------------------------------------------------------- |
|                                                                                         |                                                                                         |                                                                                         |
| 1996.                                                                                   | 7. mjesto na EP u Engleskoj 1996.                                                       |                                                                                         |
|                                                                                         |                                                                                         |                                                                                         |
| 1998.                                                                                   | 3. mjesto na SP u Francuskoj 1998.                                                      |                                                                                         |
|                                                                                         |                                                                                         |                                                                                         |
| 2000.                                                                                   | nisu se plasirali na završnicu SP u Belgiji i Nizozemskoj 2000.                         |                                                                                         |
|                                                                                         |                                                                                         |                                                                                         |
| 2002.                                                                                   | 23. mjesto na SP u J. Koreji i Japanu 2002.                                             |                                                                                         |
|                                                                                         |                                                                                         |                                                                                         |
| 2004.                                                                                   | 13. mjesto na EP u Portugalu 2004.                                                      |                                                                                         |
|                                                                                         |                                                                                         |                                                                                         |
| 2006.                                                                                   | 22. mjesto na SP u Njemačkoj 2006.                                                      |                                                                                         |
|                                                                                         |                                                                                         |                                                                                         |
| 2008.                                                                                   | 5. mjesto na EP u Austriji i Švicarskoj 2008.                                           |                                                                                         |
|                                                                                         |                                                                                         |                                                                                         |
| 2010.                                                                                   | nisu se plasirali na završnicu SP u Južnoj Africi 2010.                                 |                                                                                         |
|                                                                                         |                                                                                         |                                                                                         |
| 2012.                                                                                   | 10. mjesto na EP u Poljskoj i Ukrajini 2012.                                            |                                                                                         |
|                                                                                         |                                                                                         |                                                                                         |
| 2014.                                                                                   | 19. mjesto na SP u Brazilu 2014.                                                        |                                                                                         |
|                                                                                         |                                                                                         |                                                                                         |
| 2016.                                                                                   | 9. mjesto na EP u Francuskoj 2016.                                                      |                                                                                         |
|                                                                                         |                                                                                         |                                                                                         |
| 2018.                                                                                   | 2. mjesto na SP u Rusiji 2018.                                                          |                                                                                         |
|                                                                                         |                                                                                         |                                                                                         |
| 2021.                                                                                   | 14. mjesto na EP u Europi 2020.                                                         |                                                                                         |
|                                                                                         |                                                                                         |                                                                                         |
| 2022.                                                                                   | 3. mjesto na SP u Kataru 2022.                                                          |                                                                                         |
|                                                                                         |                                                                                         |                                                                                         |
| 2024.                                                                                   | 18. mjesto na EP u Njemačkoj 2024.                                                      |                                                                                         |
|                                                                                         |                                                                                         |                                                                                         |
| Sastavi hrvatske nogometne reprezentacije na velikim natjecanjima                       |                                                                                         |                                                                                         |

| Europska i svjetska prvenstva u kojima je sudjelovala Hrvatska nogometna reprezentacija | Europska i svjetska prvenstva u kojima je sudjelovala Hrvatska nogometna reprezentacija | Europska i svjetska prvenstva u kojima je sudjelovala Hrvatska nogometna reprezentacija |
| --------------------------------------------------------------------------------------- | --------------------------------------------------------------------------------------- | --------------------------------------------------------------------------------------- |
|                                                                                         |                                                                                         |                                                                                         |
| 1996.                                                                                   | 7. mjesto na EP u Engleskoj 1996.                                                       |                                                                                         |
|                                                                                         |                                                                                         |                                                                                         |
| 1998.                                                                                   | 3. mjesto na SP u Francuskoj 1998.                                                      |                                                                                         |
|                                                                                         |                                                                                         |                                                                                         |
| 2000.                                                                                   | nisu se plasirali na završnicu SP u Belgiji i Nizozemskoj 2000.                         |                                                                                         |
|                                                                                         |                                                                                         |                                                                                         |
| 2002.                                                                                   | 23. mjesto na SP u J. Koreji i Japanu 2002.                                             |                                                                                         |
|                                                                                         |                                                                                         |                                                                                         |
| 2004.                                                                                   | 13. mjesto na EP u Portugalu 2004.                                                      |                                                                                         |
|                                                                                         |                                                                                         |                                                                                         |
| 2006.                                                                                   | 22. mjesto na SP u Njemačkoj 2006.                                                      |                                                                                         |
|                                                                                         |                                                                                         |                                                                                         |
| 2008.                                                                                   | 5. mjesto na EP u Austriji i Švicarskoj 2008.                                           |                                                                                         |
|                                                                                         |                                                                                         |                                                                                         |
| 2010.                                                                                   | nisu se plasirali na završnicu SP u Južnoj Africi 2010.                                 |                                                                                         |
|                                                                                         |                                                                                         |                                                                                         |
| 2012.                                                                                   | 10. mjesto na EP u Poljskoj i Ukrajini 2012.                                            |                                                                                         |
|                                                                                         |                                                                                         |                                                                                         |
| 2014.                                                                                   | 19. mjesto na SP u Brazilu 2014.                                                        |                                                                                         |
|                                                                                         |                                                                                         |                                                                                         |
| 2016.                                                                                   | 9. mjesto na EP u Francuskoj 2016.                                                      |                                                                                         |
|                                                                                         |                                                                                         |                                                                                         |
| 2018.                                                                                   | 2. mjesto na SP u Rusiji 2018.                                                          |                                                                                         |
|                                                                                         |                                                                                         |                                                                                         |
| 2021.                                                                                   | 14. mjesto na EP u Europi 2020.                                                         |                                                                                         |
|                                                                                         |                                                                                         |                                                                                         |
| 2022.                                                                                   | 3. mjesto na SP u Kataru 2022.                                                          |                                                                                         |
|                                                                                         |                                                                                         |                                                                                         |
| 2024.                                                                                   | 18. mjesto na EP u Njemačkoj 2024.                                                      |                                                                                         |
|                                                                                         |                                                                                         |                                                                                         |
| Sastavi hrvatske nogometne reprezentacije na velikim natjecanjima                       |                                                                                         |                                                                                         |

| Svjetsko prvenstvo u nogometu | Svjetsko prvenstvo u nogometu |
| --- | ----------------------------- |
| |                               |
| Urugvaj 1930. • Italija 1934. • Francuska 1938. • Brazil 1950. • Švicarska 1954. • Švedska 1958. • Čile 1962. • Engleska 1966. • Meksiko 1970. • SR Njemačka 1974. • Argentina 1978. • Španjolska 1982. • Meksiko 1986. • Italija 1990. • SAD 1994. • Francuska 1998. • Južna Koreja i Japan 2002. • Njemačka 2006. • Južna Afrika 2010. • Brazil 2014. • Rusija 2018. • Katar 2022. • Kanada, Meksiko i SAD 2026. |                               |
| |                               |
| Svjetska prvenstva u nogometu za žene NR Kina 1991. • Švedska 1995. • SAD 1999. • SAD 2003. • NR Kina 2007. • Njemačka 2011. • Kanada 2015. • Francuska 2019. • Australija i Novi Zeland 2023. • Brazil 2027. • |                               |
| Svjetska prvenstva u nogometu za žene |                               |
| |                               |
| NR Kina 1991. • Švedska 1995. • SAD 1999. • SAD 2003. • NR Kina 2007. • Njemačka 2011. • Kanada 2015. • Francuska 2019. • Australija i Novi Zeland 2023. • Brazil 2027. • |                               |

| Svjetska prvenstva u nogometu za žene |
| |
| NR Kina 1991. • Švedska 1995. • SAD 1999. • SAD 2003. • NR Kina 2007. • Njemačka 2011. • Kanada 2015. • Francuska 2019. • Australija i Novi Zeland 2023. • Brazil 2027. • |

| Svjetsko prvenstvo u nogometu | Svjetsko prvenstvo u nogometu |
| --- | ----------------------------- |
| |                               |
| Urugvaj 1930. • Italija 1934. • Francuska 1938. • Brazil 1950. • Švicarska 1954. • Švedska 1958. • Čile 1962. • Engleska 1966. • Meksiko 1970. • SR Njemačka 1974. • Argentina 1978. • Španjolska 1982. • Meksiko 1986. • Italija 1990. • SAD 1994. • Francuska 1998. • Južna Koreja i Japan 2002. • Njemačka 2006. • Južna Afrika 2010. • Brazil 2014. • Rusija 2018. • Katar 2022. • Kanada, Meksiko i SAD 2026. |                               |
| |                               |
| Svjetska prvenstva u nogometu za žene NR Kina 1991. • Švedska 1995. • SAD 1999. • SAD 2003. • NR Kina 2007. • Njemačka 2011. • Kanada 2015. • Francuska 2019. • Australija i Novi Zeland 2023. • Brazil 2027. • |                               |
| Svjetska prvenstva u nogometu za žene |                               |
| |                               |
| NR Kina 1991. • Švedska 1995. • SAD 1999. • SAD 2003. • NR Kina 2007. • Njemačka 2011. • Kanada 2015. • Francuska 2019. • Australija i Novi Zeland 2023. • Brazil 2027. • |                               |

| Svjetska prvenstva u nogometu za žene |
| |
| NR Kina 1991. • Švedska 1995. • SAD 1999. • SAD 2003. • NR Kina 2007. • Njemačka 2011. • Kanada 2015. • Francuska 2019. • Australija i Novi Zeland 2023. • Brazil 2027. • |

| Međunarodni nogomet | Međunarodni nogomet                     | Međunarodni nogomet |
| --- | --------------------------------------- | ------------------- |
| |                                         |                     |
| FIFA • Svjetsko prvenstvo • Konfederacijski kup • Olimpijske igre • Otočke igre • FIFA-ina ljestvica • Igrač godine • Momčadi |                                         |                     |
| |                                         |                     |
| Azija | AFC – Azijsko prvenstvo                 |                     |
| |                                         |                     |
| Afrika | CAF – Afrički kup nacija                |                     |
| |                                         |                     |
| Sjeverna Amerika | CONCACAF – Gold Cup • Liga nacija       |                     |
| |                                         |                     |
| Južna Amerika | CONMEBOL – Copa América                 |                     |
| |                                         |                     |
| Oceanija | OFC – Kup nacija                        |                     |
| |                                         |                     |
| Europa | UEFA – Europsko prvenstvo • Liga nacija |                     |
| |                                         |                     |
| izvan FIFA-e | NFB – Viva World Cup                    |                     |

| Međunarodni nogomet | Međunarodni nogomet                     | Međunarodni nogomet |
| --- | --------------------------------------- | ------------------- |
| |                                         |                     |
| FIFA • Svjetsko prvenstvo • Konfederacijski kup • Olimpijske igre • Otočke igre • FIFA-ina ljestvica • Igrač godine • Momčadi |                                         |                     |
| |                                         |                     |
| Azija | AFC – Azijsko prvenstvo                 |                     |
| |                                         |                     |
| Afrika | CAF – Afrički kup nacija                |                     |
| |                                         |                     |
| Sjeverna Amerika | CONCACAF – Gold Cup • Liga nacija       |                     |
| |                                         |                     |
| Južna Amerika | CONMEBOL – Copa América                 |                     |
| |                                         |                     |
| Oceanija | OFC – Kup nacija                        |                     |
| |                                         |                     |
| Europa | UEFA – Europsko prvenstvo • Liga nacija |                     |
| |                                         |                     |
| izvan FIFA-e | NFB – Viva World Cup                    |                     |

| Najbolji strijelci Svjetskih nogometnih prvenstava | Najbolji strijelci Svjetskih nogometnih prvenstava |
| --- | -------------------------------------------------- |
| |                                                    |
| 1930.: Stábile • 1934.: Nejedlý • 1938.: Leônidas • 1950.: Ademir • 1954.: Kocsis • 1958.: Fontaine • 1962.: Albert / Garrincha / Ivanov / Jerković / Sánchez / Vavá • 1966.: Eusébio • 1970.: Müller • 1974.: Lato • 1978.: Kempes • 1982.: Rossi • 1986.: Lineker • 1990.: Schillaci • 1994.: Salenko / Stoičkov • 1998.: Šuker • 2002.: Ronaldo • 2006.: Klose • 2010.: Forlán / Villa / Sneijder / Müller • 2014.: Rodríguez • 2018.: Kane • 2022.: Mbappé |                                                    |

| Najbolji strijelci Svjetskih nogometnih prvenstava | Najbolji strijelci Svjetskih nogometnih prvenstava |
| --- | -------------------------------------------------- |
| |                                                    |
| 1930.: Stábile • 1934.: Nejedlý • 1938.: Leônidas • 1950.: Ademir • 1954.: Kocsis • 1958.: Fontaine • 1962.: Albert / Garrincha / Ivanov / Jerković / Sánchez / Vavá • 1966.: Eusébio • 1970.: Müller • 1974.: Lato • 1978.: Kempes • 1982.: Rossi • 1986.: Lineker • 1990.: Schillaci • 1994.: Salenko / Stoičkov • 1998.: Šuker • 2002.: Ronaldo • 2006.: Klose • 2010.: Forlán / Villa / Sneijder / Müller • 2014.: Rodríguez • 2018.: Kane • 2022.: Mbappé |                                                    |